# Vetapalem
Vetapalem é uma vila no distrito de Prakasam, no estado indiano de Andhra Pradesh.

## Geografia
Vetapalem está localizada a 15° 47′ N, 80° 19′ L. Tem uma altitude média de 6 metros (19 pés).

## Demografia
Segundo o censo de 2001, Vetapalem tinha uma população de 37 037 habitantes. Os indivíduos do sexo masculino constituem 49% da população e os do sexo feminino 51%. Vetapalem tem uma taxa de literacia de 59%, inferior à média nacional de 59,5%: a literacia no sexo masculino é de 68% e no sexo feminino é de 50%. Em Vetapalem, 11% da população está abaixo dos 6 anos de idade.